# SliTaz
O SliTaz GNU/Linux é uma distribuição linux criada em 2006 por Christophe Lincoln. Nele o sistema de arquivos possui, aproximadamente, 100 MB e a imagem ISO 30 MB. Em um artigo do site Distrowatch publicado em abril de 2008 foi considerado uma das menores distribuições GNU/Linux existentes.

O SliTaz (Simple Light Incredible Temporary Autonomous Zone) pode ter seu processo de iniciação feito a partir de um CD ou de um drive usb. Após o boot, traz uma área de trabalho baseada no LXDE (um conjunto de programas que fornece um ambiente desktop leve), executado sobre o servidor gráfico Xvesa. Utiliza, ainda, o Busybox, um aplicativo que fornece vários comandos do sistema. Além de ser utilizado em modo Live CD, pode ser instalado no disco rígido do computador.

## Aplicativos
- Navegador web Midori
- Alsa mixer e player de mídia
- Asunder (CD Ripper e encoder)
- Clientes para FTP, chat e email
- Dropbear (Servidor e Cliente SSH)
- Banco de dados (SQLite)
- Ferramentas para gravação e edição de CDs e DVDs
- Mais de 2900 pacotes instaláveis pelo gerenciador de pacotes tazpkg

## Requisitos do Sistema
O SliTaz GNU/Linux suporta todas as máquinas baseadas em i486 ou x86 Intel . O ambiente "core" requer 192 MB de RAM para rodar com eficiencia. Além disso, há uma funcionalidade reduzida gráfica instalador LiveCD ambiente intitulado "Loram-slitaz", que requer 80 MB para executar de forma eficiente. Finalmente, há o "Loram-slitaz-cdrom" sabor, que é um instalador baseado em texto simples, e requer 16 MB. Independentemente do método de instalação, no entanto, o SliTaz exige pelo menos 16 MB de RAM para executar com eficiência [9].
Os baixos requisitos de sistema tornam o SliTaz particularmente adequado para computadores Netbook. Como tal, inclui suporte para uma ampla gama de Netbooks .

## Ferramentas do sistema
O SliTaz tem suas próprias ferramentas :
- Tazpkg - Gerenciador de pacotes leves
- Tazlito - Permite a criação de uma distribuição LiveCD SliTaz
- TazUSB - Permite a criação de uma distribuição SliTaz USB
- Tazwok - Cria pacotes personalizados para uso do Tazpkg

## Diferencial
Após dois anos de desenvolvimento, a primeira versão estável do SliTaz 1.0 foi lançada no dia 22/03/2008 e foi considerada a menor distro com desktop totalmente funcional. O SliTaz é uma mini-distro que tem os mesmos objetivos que o Damn Small Linux, só que o SliTaz possui uma interface mais bonita, um linux mais atual (significa que programas modernos podem ser rodados sem problemas), possui a metade do tamanho do Damn Small Linux e ainda possui um repositório próprio. Esses são alguns diferenciais dessa mini-distro.

## Historico das Versões
| Versão   | Data de lançamento | Situação      |
| -------- | ------------------ | ------------- |
| 1.0      | 23 Março 2009      | Versão Antiga |
| 2.0      | 16 Abril 2010      | Versão Antiga |
| 3.0      | 28 Março 2011      | Versão Antiga |
| 4.0      | 01 Abril 2012      | Versão Antiga |
| 5.0 RC-1 | 02 de maio de 2014 | Versão Atual  |

## Referência
- www.slitaz.org
- Bodnar, Ladislav (31 de março de 2008). «First look at SliTaz GNU/Linux 1.0, the smallest desktop distro on earth». Distrowatch. Consultado em 31 de março de 2008

## Links
- Home page (Em Português)
- Download